# Claude Rolland
 (novembre 2011).
Si vous disposez d'ouvrages ou d'articles de référence ou si vous connaissez des sites web de qualité traitant du thème abordé ici, merci de compléter l'article en donnant les références utiles à sa vérifiabilité et en les liant à la section « Notes et références ».
Claude Rolland (né Roland Cratelet le 7 septembre 1920 à Champigneulles et mort le 2 juin 1993 à Saint-Laurent-du-Var) est un compositeur et pianiste accompagnateur français.

## Biographie
En 1930, il obtient le premier prix de piano au conservatoire de sa ville natale, puis il est l'élève d'Yves Nat à Paris.
En 1939, il entame une carrière de concertiste et donne des récitals de piano dans toute la France ; puis il interrompt cette carrière pour se consacrer à la variété. Il devient le pianiste attitré de Marianne Oswald. Plus tard, il rentre au théâtre de Dix Heures comme accompagnateur, où il restera pendant trente-cinq ans. Il travaille avec des chansonniers comme Pierre Destailles, Anne-Marie Carrière, Maurice Horgues ou Jean Amadou. Pour son film La Vie chantée, Noël-Noël le choisit comme accompagnateur-orchestrateur. Il participe avec les plus grandes vedettes du tour de chant à de nombreuses émissions de télévision.
Il compose des chansons, dont :
- « C'était ma femme » pour Serge Lama, paroles de Serge Lama
- « La rue saint Denis » pour Les Trois Ménestrels, paroles de Guy Bonin
- « L'amour en mer » pour Marcel Amont, paroles de Michel Rivgauche
- « Le Maître-nageur » pour Colette Renard, paroles de Michel Rivgauche
- « Lettre à Véronique » pour Colette Deréal, paroles de Françoise Dorin
- « Allô mon cœur » pour Odette Laure, paroles d'Edmond Meunier
- « Tout ça parce qu'au bois de Chaville » pour Jacques Pills, paroles de Pierre Destailles

Il compose pour Édith Piaf « Filles d'Israël » (paroles de Georges Moustaki et Guy Bonin) , « Un Jour » (paroles de Georges Moustaki),ces deux chansons que la Môme n'a jamais enregistrées à cause de son état de santé, mais qui sont publiées en 1984 aux Éditions Métropolitaines. Il compose également pour Edith Piaf «L'Amour arc-en-ciel» (paroles Robert Lepagès) chanson créée par Chantal Câlin en 2003.
Dès 1974, il est également le pianiste attitré d'une jeune chanteuse japonaise tout juste installée en France, Megumi Satsu, avec qui il enregistre un premier album jamais publié et rendu public pour la première fois en 2014 : "Megumi Satsu chante Brecht, Cocteau et Prévert Accompagnée par Claude Rolland". 
En 1975, il se retire à Vence, où il conservera de fidèles amitiés avec Bernard Lavalette, Michel Rivgauche, Anne-Marie Carrière, Maurice Horgues, Jean Amadou, Henri Tisot, Micheline Dax, Odette Laure, Louiguy.
Claude Rolland aujourd'hui repose au jardin des souvenirs à Vence.